# Vila de Gràcia
|  | Aquest article tracta sobre el barri de Barcelona. Vegeu-ne altres significats a «Gràcia (desambiguació)». |

La Vila de Gràcia, per antonomàsia Gràcia, és un dels barris més populars i actius de la ciutat de Barcelona. Dona el nom al districte de Gràcia, que inclou, a més a més, els barris de Vallcarca i els Penitents, el Coll, La Salut i el Camp d'en Grassot i Gràcia Nova.
El seu monument més identificatiu és la Torre del Rellotge, que s'alça al bell mig de la plaça de la Vila, on hi ha l'antic ajuntament, avui seu del districte.

## Història
El barri de Vila de Gràcia fou el nucli principal de l'antiga vila independent de Gràcia (1850-1897), i el que li donava nom. El municipi estava format per aquest nucli i per la zona agrícola i de masos del Camp d'en Grassot.

## Premsa gracienca
Es considera que la primera publicació de la Vila va ser El Eco de Gracia, que es començà a editar el 1866, i que defensava l'agregació de Gràcia a Barcelona. La publicació gracienca més remarcable de la Vila ha estat possiblement la revista satírica La Campana de Gràcia.
Dels pocs diaris locals que ha tingut la vila, aquests es concentren al segon període independent de Gràcia (1850-1897). El primer va ser El Diario de Gracia, d'ideologia liberal, que s'edità només durant menys d'un mes (4 de novembre — 28 de novembre de 1884). El segon, Diario de Gracia, d'ideologia demòcrata, que s'edità de l'1 de juny al 2 de setembre de 1890; aquest darrer diari es caracteritzà per la seva crítica contínua a l'alcalde gracienc del moment.
També són remarcables: El Cronista de Gracia, El Eco de la Alianza Graciense, El Eco de la Verdad, La Estrella de Gracia, La Autora de Gracia, La Linterna de Gracia, La Revista, Revista Graciense. També hi destaquen publicacions no exclusives de la Vila com El Eco de las Afueras, El Cronista de las Afueras, La Antigua Unión o Las Afueras de Barcelona.
Entre les ràdios històriques gracienques, hi ha la ràdio lliure La Campana, que començà les seves emissions el 13 de juny de 1979, i Ràdio Gràcia de concessió municipal de 1990. En el cas de la televisió, hi ha TV-Gràcia, que emeté durant la Festa Major de 1986 o Gràcia TV.

## Associacions gracienques

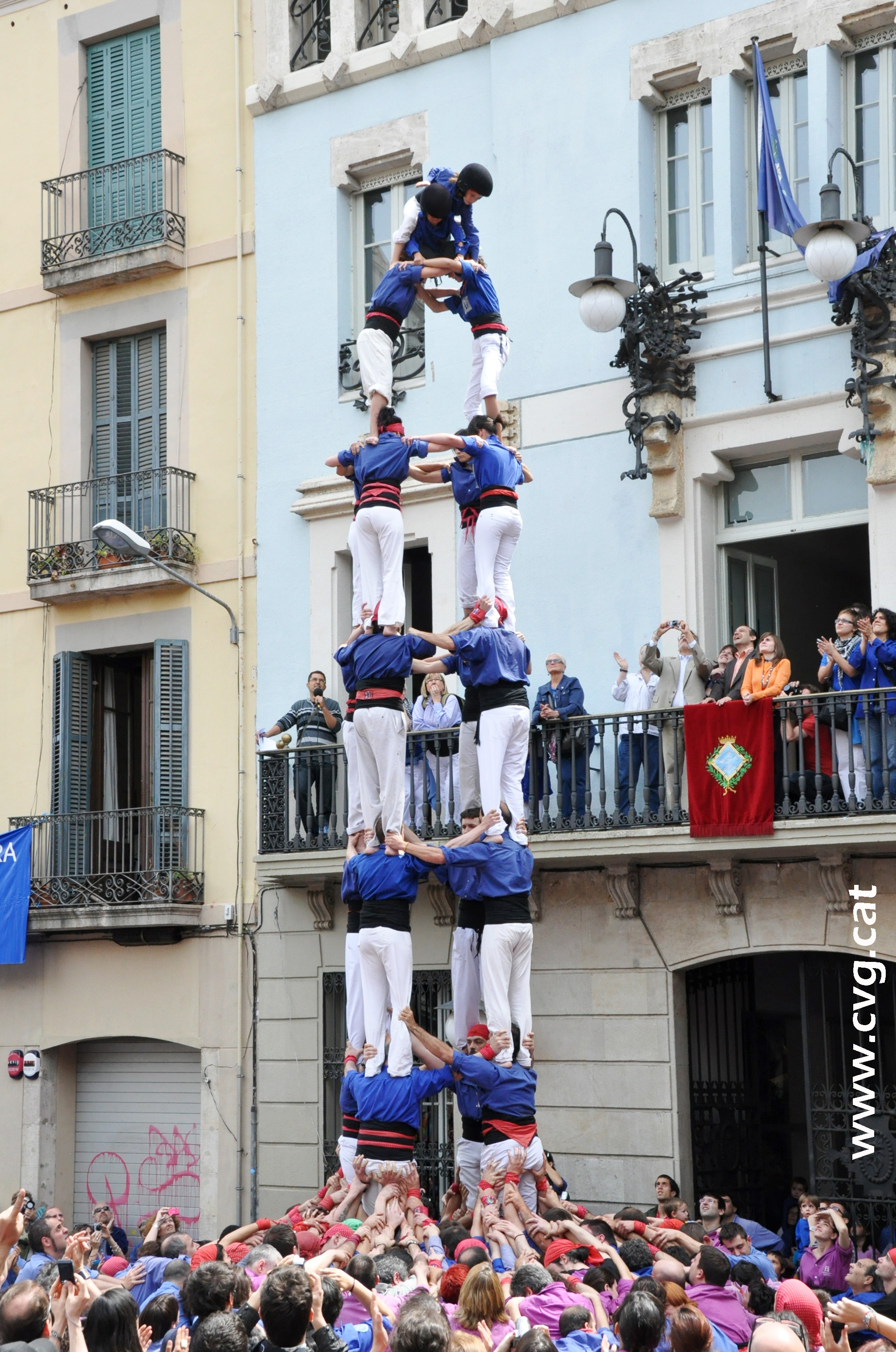
4 de 8 dels Castellers de la Vila de Gràcia a la plaça de la Vila (maig del 2010)

- Coordinadora de Colles de Cultura de Gràcia
- Bastoners de Gràcia
- Geganters de Gràcia
- Castellers de la Vila de Gràcia
- Lluïsos de Gràcia
- Assemblea de Joves de Gràcia (AJG)[2]
- Plataforma d'Entitats Juvenils de Gràcia (PEJG)[3]
- Ateneu independentista i popular La Torna[4]
- Colla Vella de Gràcia
- Diabòlica de Gràcia
- Centre Moral i Instructiu de Gràcia
- Cercle Catòlic de Gràcia
- Orfeó Gracienc
- Club Excursionista de Gràcia
- Unió Excursionista de Catalunya de Gràcia
- Fundació Festa Major de Gràcia[5]
- Federació de Colles de Sant Medir

## Festes, fires i festivals
- Festa Major de Gràcia.
- Festa de Sant Medir.
- LEM, festival de música electrònica.
- Tradicionàrius, festival folk internacional.
- Foguerons, festa d'arrel mallorquina al darrer cap de setmana de gener.[6]

## Fills i filles il·lustres de Gràcia
- Pompeu Fabra - filòleg.

Escut de Gràcia com a municipi, en ús fins almenys 1897, any de l'agregació a Barcelona.

- Feliu Noguera i Casabosch (1863-1933) - metge i delegat a l'Assemblea de Manresa (1892).
- Joan Perucho - escriptor.
- Joan Lluís Bozzo - actor i director teatral.
- Jordi Pujol - polític, expresident de la Generalitat de Catalunya.
- Montserrat Caballé - cantant d'òpera.
- Antoni Bassas - periodista.
- Joaquim Blume - gimnasta.
- Ramon Calabuch (Moncho) - cantant.
- Antonio González Batista (El Pescaílla) - cantant i guitarrista de rumba i flamenc.
- Hipòlit Lázaro - cantant d'òpera.
- Albert Musons - periodista i polític.